# Liste von Seidenmuseen
Die folgende Liste gibt einen Überblick zu Seidenmuseen, also Handwerks- und Volkskundemuseen, die das Handwerk und die Tradition der Seidengewinnung und -verarbeitung präsentieren.
Geordnet nach Ländern, die Sortierung erfolgt innerhalb der einzelnen Länder alphabetisch nach den Ortsnamen

## Deutschland
- Haus der Seidenkultur in Krefeld

## Frankreich
- Seidenmuseum in Largentière[1]
- Seidenmuseum in Lyon
- Seidenmuseum in Taulignan

## Georgien
- Staatliches georgisches Seidenmuseum in Tiflis

## Griechenland
- Seidenmuseum Soufli in Soufli[2]

## Italien
- Museo didattico della Seta in Como[3]
- Fondazione Filatoio di Caraglio in Caraglio[4]

## Japan
- Seidenmuseum Okaya
- Seidenmuseum Yokohama in Yokohama

## Korea
- Koreanisches Seidenmuseum

## Libanon
- Seidenmuseum Bsous

## Spanien
- Seidenmuseum Las Hilanderas in El Paso (La Palma, Kanarische Inseln)[5]

## Vereinigtes Königreich
- Derby Industrial Museum in Derby
- Silk Museum Heritage Centre (Macclesfield) in Macclesfield

## Volksrepublik China
- Nationales chinesisches Seidenmuseum in Hangzhou
- Seidenmuseum Suzhou in Suzhou (Jiuquan)